# 1507 en science
| Années de la science : 1504 - 1505 - 1506 - 1507 - 1508 - 1509 - 1510    |
| Décennies de la science : 1470 - 1480 - 1490 - 1500 - 1510 - 1520 - 1530 |

Cet article présente les faits marquants de l'année 1507 en science.

## Événements

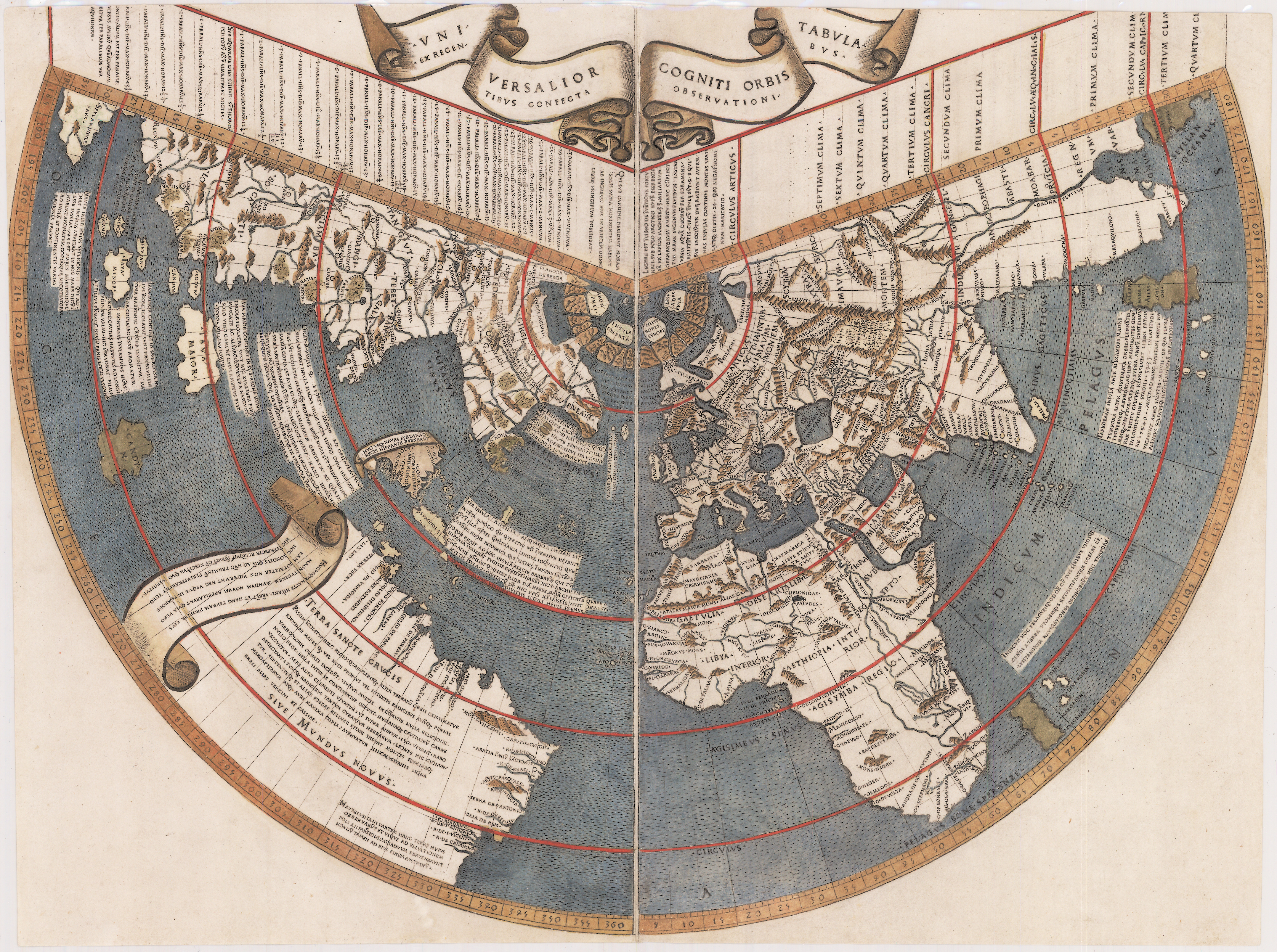
Planisphère de Ruysch

- 25 avril : Martin Waldseemüller publie son planisphère de Waldseemüller dans l'ouvrage Cosmographiæ introductio. Il y désigne pour la première fois le continent sud-américain par le nom America[1].

- Vers 1507-1508 : Johann Ruysch dessine le planisphère de Ruysch, une des premières cartes imprimées représentant le Nouveau Monde[2].
- 1507-1508 : première version du Padrón Real conservé à la Casa de Contratación de Séville.  Ce sont des cartes du monde auxquelles travaillent Diego Ribero, Alonso de Chaves et Alonso de Santa Cruz[3].

## Publications
- 25 avril : Martin Waldseemüller,  Cosmographiæ introductio (Titre complet : Introduction à la cosmographie avec quelques éléments de géométrie et d'astronomie nécessaires à l'intelligence de cette science, ainsi que les quatre voyages d'Amerigo Vespucci et la reproduction du monde entier tant en projection sphérique qu'en surface plane, y compris les régions que Ptolémée ignorait et qui n'ont été découvertes que récemment…), publié chez Vautrin Lud[1].

## Naissances

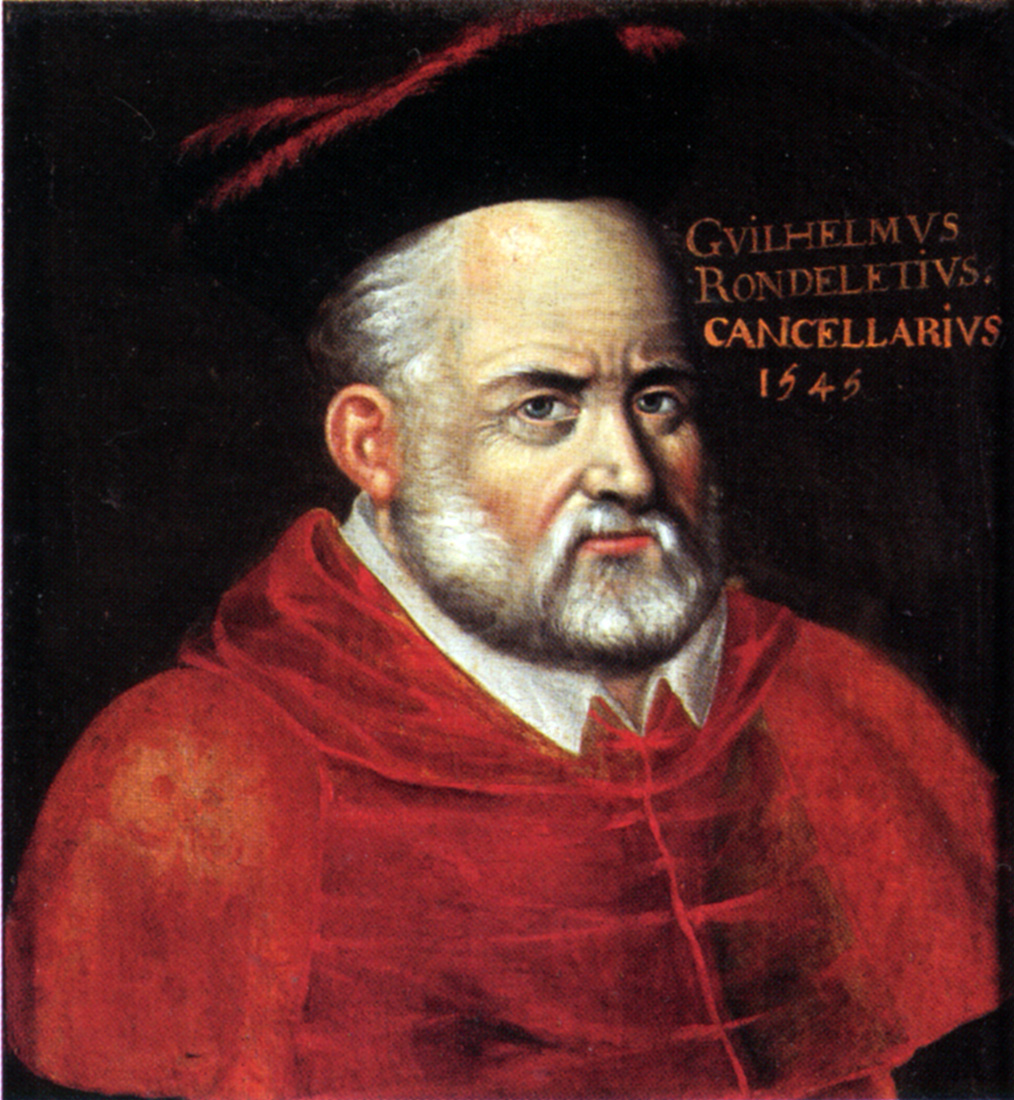
Guillaume Rondelet

- 27 septembre : Guillaume Rondelet (mort en 1566), médecin et naturaliste français.

## Décès
- 29 juillet : Martin Behaim (né en 1459), cosmographe et navigateur allemand.